# توماس ك. لوف
توماس ك. لوف (بالإنجليزية: Thomas C. Love)‏ هو محامي وقاضي وسياسي أمريكي، ولد في 30 نوفمبر 1789، وتوفي في 17 سبتمبر 1853. انتخب عضو مجلس النواب الأمريكي.